# Hohenfelder Moor
Das Hohenfelder Moor ist ein Hochmoorgebiet nördlich der Gemeinde Hohenfelde im Kreis Steinburg in Schleswig-Holstein. Im Moorgebiet wurde und wird Torf abgebaut. Das Landschaftsschutzgebiet „Hohenfelder Moor“ ist rund 54 Hektar groß und umfasst ein Teilgebiet des Hohenfelder Moores.
Im Westen des Moorgebiets, auf dem Gemeindegebiet von Rethwisch, befindet sich ein begehbares Feuchtgebiet.